# Ordre honorifique
Pour les articles homonymes, voir Ordre.

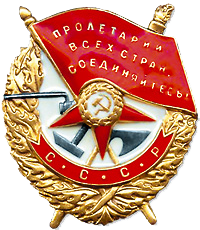
L'ordre du Drapeau rouge est une décoration militaire soviétique.

Un ordre honorifique est une organisation de personnes honorées pour leurs mérites par une entité, généralement un État, et décorées comme telles, souvent suivant des grades.

## Histoire

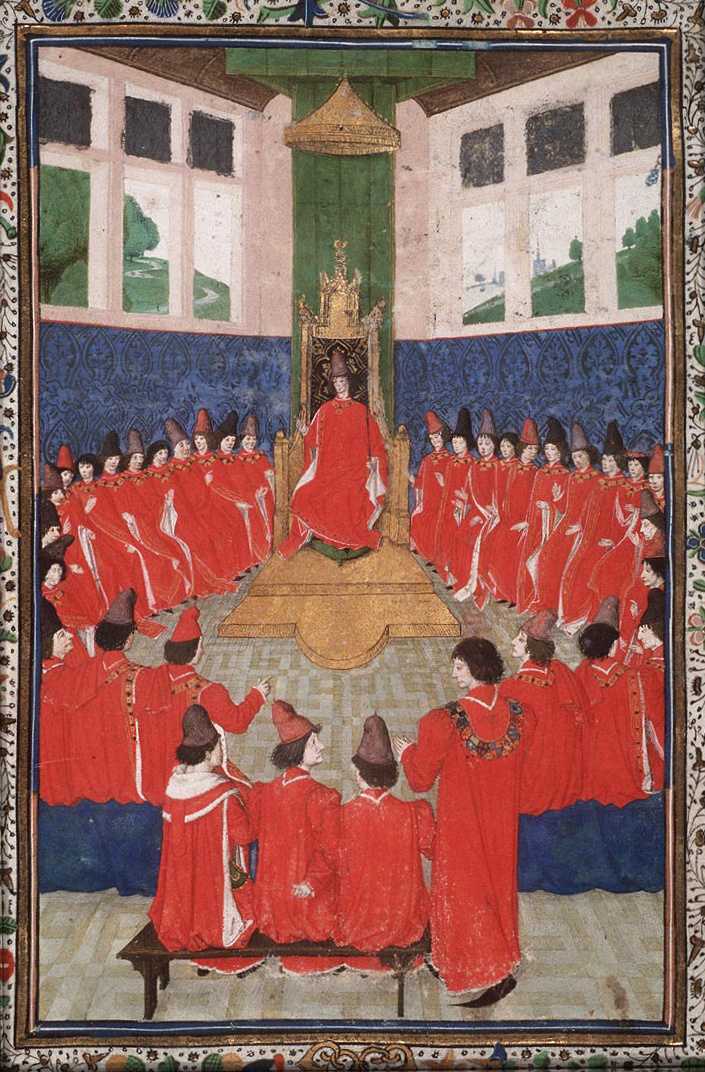
L'assemblée de l'ordre de la Toison d'or présidée par Charles le Téméraire à Valenciennes en 1473.

Le terme « ordre » (en latin : ordo) implique à l'origine l'appartenance à un groupe spécifique ou à une confrérie, comme dans les ordres monastiques, ainsi qu'un ordre de préséance entre des grades. La différence entre ordre honorifique, médaille et décoration tend cependant à s'amenuiser avec le temps.
Les ordres honorifiques modernes dérivent par leur symbolique des ordres militaires médiévaux tels que l'ordre du Temple puis des ordres de chevalerie fondés par des souverains européens pour reconnaitre la loyauté de leurs proches et les services rendus. On peut citer l'ordre de la Jarretière fondé par Édouard III en 1348 en Angleterre, et l'ordre de la Toison d'or fondé par Philippe le Bon en 1430 en Bourgogne, qui font partie des plus anciens et des plus célèbres ordres de chevalerie subsistant au XXIe siècle.
Des ordres honorifiques destinés à reconnaître les mérites et récompenser les services rendus à un État, se développent à partir du XIXe siècle, à commencer par l'ordre national de la Légion d'honneur créé par Napoléon Ier.
La plupart des pays ont mis en place de tels ordres honorifiques à l'exception notable de la Suisse et à un moindre degré de la Suède[réf. souhaitée].
Des appellations comme « ordre de la Couronne » ou « ordre du Mérite » se déclinent de nos jours dans de nombreux pays et parfois dans des organisations internationales.
Parmi les ordres honorifiques créés par des organisations et non par des États, on trouve par exemple l'ordre de la Pléiade créé par l'Organisation internationale de la francophonie en 1976 ainsi que l'ordre du Mérite de la FIFA (en) fondé en 1984.